# توموكي كاميكا
توموكي كاميكا (باليابانية: 上岡 朋樹) (30 مايو 1998 في أوساكا في اليابان – )؛ هو لاعب كرة قدم ياباني سابق كان يلعب كمدافع.

## وصلات خارجية
- توموكي كاميكا على موقع رابطة كرة القدم اليابانية للمحترفين (اليابانية)